# Lanka (género)
Lanka es un género de insecto coleóptero de la familia Chrysomelidae.

## Especies
- Lanka azumai Kimoto, 2000
- Lanka maculata Kimoto, 2000